# Nieves (novela)
Nieves es una novela de José López Portillo y Rojas publicada en 1887. Si bien la obra pertenece al Realismo mexicano, incorpora elementos del Romanticismo; aspecto que comparte La parcela, que es considerada como una obra representativa de las tendencias de la novela mexicana a finales del siglo XIX, en la que convergen rasgos de corriente romántica con fundamentos del Realismo.

## Argumento
Movido por la melancolía, atraído por los felices recuerdos de su niñez, un hombre decide regresar a Tequila. Llega a la hacienda que en tiempos pasados perteneciera a su abuelo y que ahora habita su tía con sus hijos. Poco después conoce a don Santos, un rico hacendado que lo invita a visitar sus terrenos para conocer a las mujeres más hermosas.
Al no sentirlo impresionado por ninguna, don Santos decide llevarlo a la choza de Nieves quien, por mucho, resulta ser la favorita del hacendado. Nieves, tímida, de solo catorce años, despierta la admiración e interés del narrador a causa de su innegable belleza, pero sobre todo por el ambiente en el que ella se desenvolvía. Ahí, el hombre se da cuenta de la vida que la joven lleva y como es tratada por su familia y el mismo don Santos, quien tiene claras intenciones de poseer a la muchacha.
Días después, el hombre es llevado por uno de sus primos a la hacienda El Potrillo, un lugar totalmente idílico e incluso comparado por el mismo hombre con el jardín del Edén; ahí conoce a Juan, un criado de la hacienda que también resulta ser el novio de Nieves y solo quiere juntar veinte pesos para casarse con ella. El narrador, conmovido, le ofrece la cantidad que necesitaba para llevar a cabo la boda, ganándose así la gratitud y afecto de Juan.
Don Santos organiza un festejo para celebrar la bendición de la capilla de su hacienda y entre una de las actividades está el lazar a un toro. Luego de convertir a Nieves en la reina de los toros y de que ella felicite al ganador, Juan, el hacendado se pone celoso y pelea con el muchacho. Gracias a la intervención del hombre, Juan no se queda en esa hacienda y es trasladado a la comandancia, donde lo dejan encerrado debido al escándalo ocurrido durante el festejo.
Al ir a la fábrica de aguardiente de su abuelo, le sorprende ver que tanto la maquinaria como el proceso a seguir durante la producción sigue siendo el mismo que hace años, muy antiguo en comparación con el de los otros fabricantes de Tequila.  Nieves acude al narrador; escapó de su casa porque don Santos trató de abusar de ella, en complicidad con sus parientes.  Él la lleva con el cura. Cuando fue momento de comparecer ante el juez, el narrador se sorprende por las declaraciones de todos los que presenciaron el conflicto entre don Santos y Juan: nadie habló de la culpabilidad del primero, por lo que el hortelano sería encarcelado injustamente. 
El movimiento revolucionario llega a Tequila. Un grupo de hombres toma el control del lugar, exigiendo dinero para el camino. Mientras este se reúne, los campesinos que se revelaron dejan en libertad a los presos. Juan se une a la causa, a pesar de desconocer todo lo referente al movimiento. El joven se lleva a Nieves con él.  Poco después de que la pronuncia siguiera con su camino, la hacienda de don Santos es destruida por Juan y sus compañeros. Analco, el amante de la tía de Nieves, es asesinado, y el hacendado pasa a vivir a Guadalajara. El destino de Nieves y Juan se desconoce, aunque el narrador señala que seguramente ella vivió en desgracia. 

## Análisis
El determinismo es un tema recurrente en la novelística del periodo, y para muchos es una influencia del naturalismo. Este determinismo se encuentra presente en la configuración de las clases bajas. El destino trágico de Juan y Nieves se va anunciando conforme avanza la trama; el mismo don Santos señala que el destino Nieves será trágico por las condiciones en las que esta vive; esta joven que se encontraba en un espacio impropio no podía tener un buen fin. En ese contexto de abusos y costumbres corrompidas, su belleza solo le traería peligros. Sin embargo, revolución que se presenta en la obra transforma la vida de los protagonistas.
Aunque la trama es narrada por un personaje masculino, este carece de descripción física. A lo largo de la novela no se menciona su nombre, su color de piel u otra clase de característica externa, contrario a lo que ocurre con el resto de los personajes: Nieves y Juan son de piel blanca, una belleza incomparable y un alma bondadosa; mientras que el resto son de piel oscura, poco agraciados y con intenciones malvadas o dudosas (sobre todo don Santos y los familiares de Nieves). En este sentido, el narrador parece separarse de los personajes, como si se encontrara en un nivel superior al ellos. 

## Recepción
Nieves ha sido prácticamente ignorada por la crítica. A menudo se ha considerado como un prototipo de lo que posteriormente sería La parcela, novela que se considera la obra más importante de José López Portillo y una de las mejores de la literatura mexicana. El nulo estudio de la novela se debe, más que nada, a que las ideas que son planteadas en la obra no son desarrolladas en la trama, principalmente por la corta extensión de esta; contrario a lo que ocurre en La parcela.